# Indéterminée
Ne doit pas être confondu avec Forme indéterminée.
En mathématiques, une indéterminée est le concept permettant de formaliser des objets comme les polynômes formels, les fractions rationnelles ou encore les séries formelles. On la désigne en général par la lettre majuscule X. L'indéterminée permet de définir des structures algébriques parfois plus simples que leurs équivalents en analyse.
Par exemple, sur tout anneau intègre, le corps des fractions rationnelles, défini à l'aide de l'indéterminée X, diffère de la structure équivalente des fonctions rationnelles de la variable x. Ainsi, la fraction rationnelle X/X est exactement égale à 1, tandis que la fonction rationnelle x/x n'est pas définie en 0.
Le concept d'indéterminée permet aussi de définir de nouvelles structures algébriques, comme des extensions finies de corps en théorie de Galois. Un exemple est donné dans l'article Corps fini. Les polynômes formels fournissent des ensembles utiles pour la résolution d'équations diophantiennes, un exemple est donné dans l'article Démonstrations du dernier théorème de Fermat. Un exemple d'usage de l'indéterminée pour définir un corps à l'aide de fractions rationnelles est donné dans l'article Corps parfait.
Cet article traite uniquement le cas d'une indéterminée ; le cas général est abordé dans l'article Polynôme en plusieurs indéterminées.

## Formalisme
Formellement, la puissance d'ordre {\displaystyle n} de l'indéterminée désigne la suite partout nulle sauf pour le terme d'indice {\displaystyle n} qui vaut 1. Un polynôme est, dans ce formalisme une suite presque nulle, c'est-à-dire nulle à partir d'un certain rang. L'addition est celle des suites. La multiplication est définie par :
Si les coefficients sont choisis dans un anneau, noté A, c'est spécifiquement l'ensemble A[X] des polynômes à coefficients dans A qui est l'objet d'étude.
L'ensemble A[X] est muni d'une addition et d'une multiplication qui suit les mêmes règles que celles des inconnues formalisées pour les équations :

## Exemples
- Sur l'anneau des entiers Z, l'anneau des fonctions polynomiales est isomorphe à celui des polynômes formels, alors que cette propriété n'est pas vraie sur un corps fini, qui n'admet qu'un nombre fini de fonctions polynomiales et une infinité de polynômes formels.
- La série entière définie sur C, dont le nième coefficient vaut n! n'a pas grand sens, elle n'est définie qu'en zéro, elle ne diffère pas de la série entière dont le nième coefficient vaut 2.n!. Les séries formelles équivalentes, définies à l'aide de l'indéterminée, sont parfaitement définies et diffèrent. Comme ce ne sont pas des fonctions, la question de la convergence ne peut se poser pour une série formelle.

## Polynôme formel
On peut se demander l'intérêt d'abandonner l'aspect fonctionnel du polynôme et de ne garder qu'une définition algébrique. L'usage fréquent du polynôme formel en théorie des équations, c'est-à-dire la théorie traitant de la résolution d'une équation polynomiale, s'explique par plusieurs raisons, exposées dans la suite de ce paragraphe.
Une question importante associé à un polynôme est celle de la détermination de ses racines ; elle est souvent étudiée à l'aide du polynôme formel. Pour cette raison, on parle parfois d'inconnue à la place d'indéterminée. En dehors du contexte d'une équation, le terme inconnue est néanmoins un peu impropre et celui d'indéterminée plus précis.
La différence entre un polynôme formel et la fonction polynomiale équivalente se matérialise visuellement par l'usage d'une majuscule X pour l'indéterminée du polynôme formel, et d'une minuscule x pour désigner la variable de la fonction polynomiale. Parfois, pour plus de clarté, on utilise des symboles différents pour distinguer la fonction polynomiale du polynôme formel.

### Équation polynomiale à coefficients entiers
Traiter une équation polynômiale à l'aide d'une fonction polynomiale ou d'un polynôme formel ne se résume pas à une question de formalisme. Les outils utilisés dans les deux cas ne sont en général pas les mêmes. La modélisation à l'aide de l'indéterminée se justifie surtout par l'usage d'outils qui se définissent de manière plus naturelle avec ce formalisme. Rechercher les racines d'un polynôme P, revient à le factoriser en polynômes unitaires du premier degré. On écrit P de la manière suivante, et x1..., xn sont les racines de P :
Pour illustrer l'usage de ces outils, recherchons les racines du polynôme : P = X2 - 2X + 3 de Q[X], c'est-à-dire de l'anneau des polynômes formels à coefficients dans Q. Le polynôme P est irréductible, c'est-à-dire que dans Q[X] l'anneau des polynômes formels, P(X) ne se factorise pas en produit de deux polynômes du premier degré. Il devient nécessaire de construire un corps  commutatif K, contenant à la fois Q et x1 une racine de P. Il serait possible de choisir K égal à C, le corps des complexes, mais l'algébriste préfère l'usage d'un corps le plus petit possible. L'équation P(x) = 0, pour x élément d'un corps L admet alors des racines si et uniquement si le corps L contient une copie du corps K. Pour construire ce corps, on utilise la même idée que celle de la congruence sur les entiers, mais cette fois ci sur l'anneau Q[X] modulo P. On obtient un anneau quotient composée de polynômes de degrés inférieurs ou égaux à 1, car la division euclidienne d'un polynôme par P donne un reste de degré strictement plus petit que celui de P. Si x1 désigne la classe modulo P de l'indéterminée X, alors toute congruence est de la forme a + b.x1. On note ce quotient Q[x1], cette structure est celle d'un corps commutatif (voir l'article Extension quadratique). Si P est maintenant considéré comme un polynôme à coefficients dans Q[x1], il admet une racine :
La logique est bien différente de celle d'une modélisation à l'aide de la fonction polynomiale. Avec une fonction polynomiale, la solution s'exprime par le calcul de l'image par la fonction polynomiale d'un élément d'une extension de Q. Une extension de Q est un corps contenant Q, souvent C. Avec l'indéterminée et les polynômes formels, on construit un corps contenant une racine, appelé corps de rupture et la racine s'obtient par un passage au quotient et non par calcul d'une valeur par une fonction.  Le corps Q[x1] est un bon candidat pour être le corps K recherché. Il contient bien une racine de P et tout élément de Q[x1] s'écrit a + bx1, où a et b sont deux nombres rationnels. Le corps Q[x1] est bien le plus petit contenant à la fois Q et une racine de P.
Une division euclidienne de P par le polynôme formel X - x1 montre que la deuxième racine est aussi élément de Q[x1]. Le développement de la forme factorisée de P donne de plus des relations :
Le corps K choisi n'est pas toujours Q[x1], parfois on préfère exprimer les racines par radicaux. Un radical est une racine du polynôme Xn - q. On la construit de la même manière et on la note parfois : n√q. Ici q peut, sans ambiguïté désigner un nombre négatif. En effet, √q désigne la classe de X dans les congruences de Q[X] modulo Xn - q.
Le corps Q[x1] peut aussi être vu comme un espace vectoriel sur Q, de dimension 2 et de base (1, x1). L'objectif est de trouver un radical r dans Q[x1], ici un radical est irrationnel dont le carré est rationnel. La famille (1, r) est nécessairement libre car r est irrationnel et génératrice car Q[x1] est de dimension 2. Pour trouver ce radical, on considère les  automorphismes du corps Q[x0], c'est-à-dire les applications qui respectent l'addition, la multiplication du corps et qui ont pour image de 1 la valeur 1. Ces automorphismes forment un groupe appelé groupe de Galois. Dans le cas considéré, il n'en existe que deux, l'un est l'identité; l'autre, noté σ est l'application linéaire qui à 1 associe 1 et à x1 associe x2. Comme la somme de x1 et x2 est égale à 2, on obtient la matrice S de σ, vu comme un endomorphisme d'espace vectoriel. La matrice est donnée dans la base (1, x1).
L'endomorphisme σ est diagonalisable de vecteurs propres 1 et r = x1 - x2 de valeurs propres respectives 1 et -1. On remarque que (x1 - x2)2 est un vecteur propre de valeur propre 1, c'est donc une combinaison linéaire de 1, c'est-à-dire un nombre rationnel, r est bien le radical recherché. Un rapide calcul montre que r2 = -8. Il devient possible de définir K, ici égal à Q[√-2]. Si maintenant x1 et x2 désignent toujours les deux racines du polynôme P, mais cette fois dans K, on dispose des deux égalités :
Il est possible de généraliser cette méthode pour venir à bout de toute équation polynomiale, résoluble par radicaux, elle entre dans une théorie dite de Galois. Il devient maintenant possible de résoudre l'équation polynomiale dans C. Le corps K est isomorphe, au sous-corps de C contenant les combinaisons linéaires à coefficients rationnels de 1 et de i.√2. Attention, dans C le symbole √-2 est ambiguë, il peut désigner à la fois i.√2 et -i.√2. Les deux racines dans C sont donc 1 + i.√2 et 1 - i.√2. La valeur √2 désigne dans C et dans R un être mathématique défini tout à fait différemment et à l'aide de la topologie. La fonction qui à x associe x2 est continue et de dérivée strictement croissante sur R+- {0}, c'est une bijection de R+ dans R+ et 2 admet un antécédent, nommé √2.
L'usage d'outils différents (le x de la variable dans la fonction polynomiale x2 et le X désignant l'indéterminée) permet des résolutions différentes d'une même question : l'extraction des racines d'un polynôme. Les deux expressions des solutions n'ont pas la même signification.